# Tomiño
Tomiño  est une commune de la province de Pontevedra en Espagne située dans la communauté autonome de Galice.